# Ljubelj Kalnički
Ljubelj Kalnički – wieś w Chorwacji, w żupanii varażdińskiej, w gminie Ljubešćica. W 2011 roku liczyła 144 mieszkańców.